# Petr Kudela
Petr Kudela (* 10. března 1969 Ostrava) je český politik, v letech 2013 až 2017 poslanec Poslanecké sněmovny PČR, dlouholetý zastupitel Městského obvodu Ostrava-Slezská Ostrava a člen KDU-ČSL.

## Život
Po absolvování Střední školy zemědělské v Českém Těšíně dále vystudoval Vysokou školu zemědělskou v Praze (získal titul Ing.).
V roce 2013 pracoval jako zástupce ředitele televize Noe.
V letech 2015–2021 Petr Kudela daroval své straně celkem 18 darů v hodnotě 490 466 Kč.

## Politické působení
Do komunální politiky vstoupil na začátku 90. let 20. století, když byl jako nestraník na kandidátce KDU-ČSL zvolen v komunálních volbách v roce 1994 zastupitelem ostravského městského obvodu Slezská Ostrava, mandát zastupitele pak obhájil v komunálních volbách v roce 1998. Následně vstoupil do KDU-ČSL. Pozici v zastupitelstvu městského obvodu získal i v komunálních volbách v roce 2002, v komunálních volbách v roce 2006, v komunálních volbách v roce 2010 a v komunálních volbách v roce 2014. V komunálních volbách v roce 2018 ovšem mandát v zastupitelstvu na společné kandidátce KDU-ČSL a nezávislých kandidátů neobhájil.
Několikrát se neúspěšně pokoušel dostat do Zastupitelstva města Ostravy, a to v komunálních volbách v roce 1998, v roce 2002, v roce 2006, v roce 2010 a v roce 2018.
Do vyšší politiky se pokoušel vstoupit, když v krajských volbách v roce 2004, v krajských volbách v roce 2012 a v krajských volbách v roce 2020 neúspěšně kandidoval za KDU-ČSL do Zastupitelstva Moravskoslezského kraje.
Neuspěl ani ve volbách do Poslanecké sněmovny PČR v roce 2006, když kandidoval za KDU-ČSL v Moravskoslezském kraji. Ve volbách do Poslanecké sněmovny PČR v roce 2013 kandidoval ze čtvrtého místa v Moravskoslezském kraji. Díky 3 814 preferenčním hlasům poskočil na druhé místo a společně s Tomášem Janem Podivínským se do Sněmovny dostal.
Ve volbách do Poslanecké sněmovny PČR v roce 2017 obhajoval svůj poslanecký mandát za KDU-ČSL v Moravskoslezském kraji, ale neuspěl. Kandidoval také ve volbách do Poslanecké sněmovny PČR v roce 2021 na společné kandidátce volební koalice SPOLU v Moravskoslezském kraji, ale také neuspěl.